# ۱۹۹۴

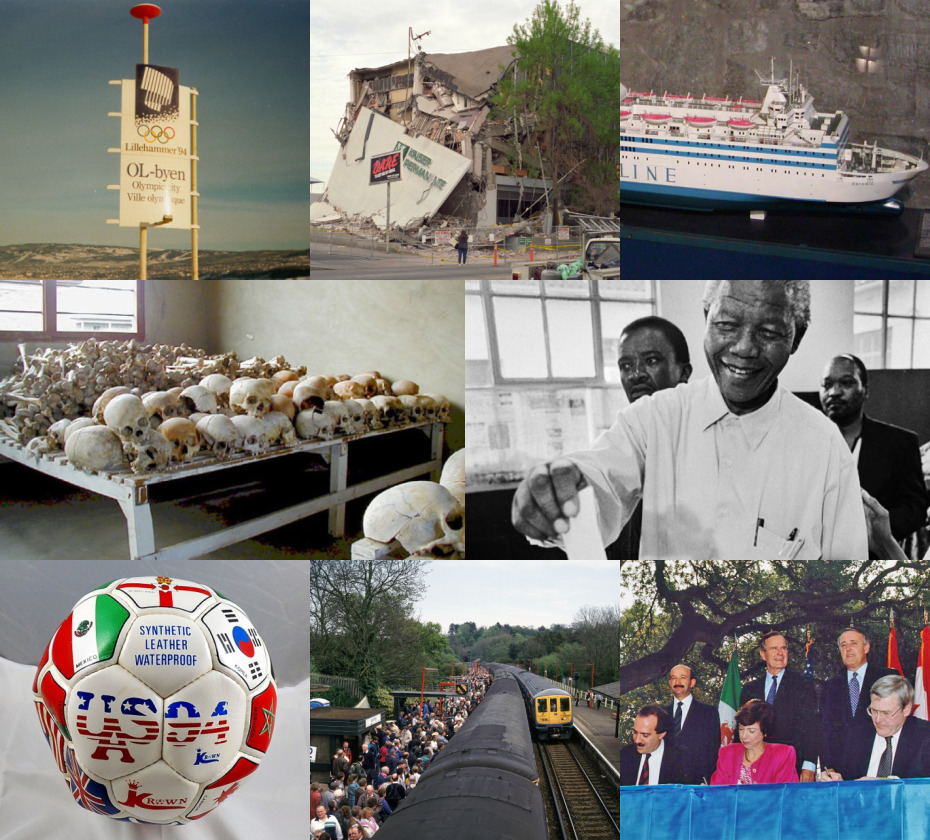

سال ۱۹۹۴ (هزار و نهصد و نود و چهار) میلادی، چهارمین سال از دهه ۱۹۹۰ در اواخر سده ۲۰ میلادی بود. بر اساس تقویم گریگوری سال مذکور یک سال عادی با ۳۶۵ روز بود.

## نامگذاری‌ها
در تقویم چینی این سال سال سگ نام گرفته است. همچنین سازمان ملل متحد این سال را به عنوان سال خانواده نام‌گذاری کرد.

## رویدادها
- شروع به کار پروژهٔ ساخت اینترنت اکسپلورر توسط توماس ریردون (به انگلیسی: Thomas Reardon) در آمریکا.
- ۱۷ ژوئن - ۱۷ ژوئیه برپایی جام جهانی فوتبال ۱۹۹۴ در کشور آمریکا و با قهرمانی برزیل به پایان رسید
- جولای برخورد ستاره دنباله دار شومیکر لوی9 با مشتری

## زادروزها
- ۱۶ فوریه - ایوا مکس، خواننده اهل ایالات متحده آمریکا
- ۱ مارس – جاستین بیبر، خواننده و ترانه نویس اهل کانادا
- ۲۷ می - ژوآو کانسلو، فوتبالیست اهل پرتغال
- ۱۵ ژوئیه – اتو فرخارده، دوچرخه‌سوار اهل بلژیک
- ۳۰ ژوئیه – آندرئا وندرامه، دوچرخه‌سوار اهل ایتالیا
- ۲۸ نوامبر – لارا دبانه، مدل اهل مصر
- ۸ دسامبر – راشد جلال، بازیکن فوتبال اهل امارات متحده عربی
- ۸ سپتامبر - برونو فرناندز، بازیکن فوتبال اهل پرتغال
- ۲۶ دسامبر – حسن یزدانی، کشتی گیر اهل ایران

## درگذشت‌ها
- ۵ آوریل - کرت کوبین ستارهٔ راک آمریکایی و بنیانگذار نیروانا
- ۱۵ ژانویه – هری نیلسون، خواننده-ترانه‌سرا، موسیقی‌دان، خواننده، ترانه‌سرا، و آهنگساز آمریکایی
- ۱۶ ژانویه – فرانسیس گیفورد، بازیگر آمریکایی
- ۲۵ ژانویه – استیون کول کلین، ریاضی‌دان و دانشمند علوم کامپیوتر آمریکایی
- ۲۷ ژانویه – کلود ایکینز، بازیگر آمریکایی
- ۲۸ ژانویه – هل اسمیت (هنرپیشه)، صداپیشه و بازیگر آمریکایی
- ۱۲ فوریه – دونالد جود، هنرمند آمریکایی
- ۲۶ فوریه – بیل هیکس، موسیقی‌دان آمریکایی
- ۲ مارس – آنیتا موریس، بازیگر و خواننده آمریکایی
- ۴ مارس – جون کندی، بازیگر کانادایی
- ۲۹ مارس – بیل تراورز، تهیه‌کننده، فیلمنامه‌نویس، بازیگر، و کارگردان بریتانیایی
- ١ مه – آیرتون سنا، راننده فرمول یک
- ۶ ژوئن – بری سالیوان (هنرپیشه)، بازیگر آمریکایی
- ۹ ژوئن – یان تینبرگن، اقتصاددان هلندی
- ۲ ژوئیه – اندره اسکوبار،بازیکن فوتبال تیم ملی کلمبیا
- ۳ ژوئیه – لو هود، بازیکن تنیس و ورزشکار استرالیایی
- ۱۷ ژوئیه – جین بوروترا، افسر و بازیکن تنیس فرانسوی
- ۲۹ ژوئیه – دوروتی هاجکین، فیزیک‌دان، شیمی‌دان، و زیست‌شناس بریتانیایی
- ۱۱ اوت – پیتر کوشینگ، بازیگر و کاشف بریتانیایی
- ۱۹ اوت – لینوس پاولینگ، شیمی‌دان آمریکایی
- ۳۰ اوت – لیندسی اندرسن، تهیه‌کننده، فیلمنامه‌نویس، ژورنالیست، بازیگر، و کارگردان بریتانیایی
- ۹ سپتامبر – پاتریک اونیل (هنرپیشه)، بازیگر آمریکایی
- ۱۱ سپتامبر – جسیکا تندی، بازیگر بریتانیایی
- ۲۳ سپتامبر – رابرت بلاچ، نویسنده و فیلمنامه‌نویس آمریکایی
- ۲ اکتبر – هریت نلسن، بازیگر و خواننده آمریکایی
- ۱۹ اکتبر – مارتا ری، بازیگر و خواننده آمریکایی
- ۲۳ اکتبر – رابرت لانسینگ (هنرپیشه)، بازیگر آمریکایی
- ۲۵ اکتبر – میلدرد ناتویک، بازیگر آمریکایی
- ۱۰ نوامبر – کارمن مک‌ری، پیانیست و موسیقی‌دان آمریکایی
- ۱۴ نوامبر – تام ویلار، بازیگر آمریکایی
- ۶ دسامبر – جان ماریا ولونته، بازیگر ایتالیایی
- ۸ دسامبر – آنتونیو کارلوس ژوبیم، آهنگساز، خواننده، و پیانیست برزیلی